# كازوناري إيتشيمي
كازوناري إيتشيمي (باليابانية: 一美 和成) (مواليد 10 نوفمبر 1997)، هو لاعب كرة قدم ياباني سابق كان يلعب كمهاجم.

## وصلات خارجية
- كازوناري إيتشيمي على موقع رابطة كرة القدم اليابانية للمحترفين (اليابانية)
- كازوناري إيتشيمي على موقع قاعدة بيانات كرة القدم.إي يو (الإنجليزية)
- كازوناري إيتشيمي على موقع Soccerway.com (الإنجليزية)
- كازوناري إيتشيمي على موقع عالم كرة القدم.نت (الإنجليزية)
- كازوناري إيتشيمي على موقع كووورة